# Ben Webster
Benjamin Francis Webster (27. marts 1909 i Kansas City – 20. september 1973 i Amsterdam) var en amerikansk tenorsaxofonist.
Han begyndte sin professionelle karriere som pianist, men skiftede i 1929 til alt- og tenorsaxofon, hvor han hurtigt gjorde sig bemærket hos Bennie Moten fra 1931-1934. Derefter flyttede han til New York, hvor han arbejdede i forskellige swingbands.
Da han kom til Duke Ellingtons orkester fik han sit definitive gennembrud og spillede i dette orkester i mange år. Han turnerede som solist med skiftende rytmegrupper, indtil han i 1964 bosatte sig i København, hvor han boede til sin død. I sine sidste år arbejdede han som solist i Europa.
Han var en af jazzens umiddelbart genkendelige solister blot i kraft af tonens klangfylde og karakteristiske vibrato, og det er som en af swinggenerationens store balladefortolkere med en uimodståelig inderlighed i udtrykket, Webster især vil blive husket.
Efter Ben Websters død etablerede en kreds af personer The Ben Webster Foundation, som støtter jazz i Danmark og hvert år uddeler Ben Webster Prisen. Fondets virke muliggøres af de royalties som Ben Websters indspilninger kaster af sig. 
Ben Websters musikalske efterladenskaber befinder sig i dag i Jazzsamlingerne ved Syddansk Universitetsbibliotek

## Diskografi

### Som leder
- King of the Tenors (1953)
- 1953: An Exceptional Encounter Liveoptagelse (1953)
- Music for Loving (Norgran, 1955) og Music with Feeling (Norgran, 1955) – nu udgivet på en CD som Ben Webster with Strings
- Soulville (Verve, 1957)
- Coleman Hawkins Encounters Ben Webster (Verve, 1957)
- The Soul of Ben Webster (Verve, 1958)
- Ben Webster and Associates (Verve, 1959)
- Gerry Mulligan Meets Ben Webster (1959)
- Ben Webster Meets Oscar Peterson (Verve, 1959)
- Ben Webster at the Renaissance (Contemporary, 1960)
- The Warm Moods (Reprise, 1961)
- Ben and "Sweets" (med Harry Edison) (Columbia, 1962)
- Soulmates (med Joe Zawinul) (1963)
- See You at the Fair (Impulse!, 1964)
- Live at The Jazzhus Montmartre (1965) der er to udgivelser og en samling som kaldes Stormy Weather.
- Gone With the Wind (1965)
- Meets Bill Coleman (1967) (Blue Lion)
- Big Ben Time (Ben Webster in London 1967) (Philips, 1968)
- Webster's Dictionary (1970)
- Ben Webster Plays Ballads (1988 Storyville/SLP 4118 - optagelser fra Danmarks Radio 1967-71)
- Ben Webster & Georges Arvanitas trio "Autumn Leaves" - Futura Swing 05 (1972)  [1]

### Udgivelser sammen med andre
Med Duke Ellington
- Never No Lament: The Blanton-Webster Band (RCA, 1938–1942)

Med Lionel Hampton
- You Better Know It!!! (Impulse!, 1965)

Med Mundell Lowe
- Porgy & Bess (RCA Camden, 1958)

Med Oliver Nelson
- More Blues and the Abstract Truth (Impulse!, 1964)

Med Art Tatum
- The Tatum Group Masterpieces, Vol. 8 (1956)

Med Clark Terry
- The Happy Horns of Clark Terry (Impulse!, 1964)